# Szyszynka

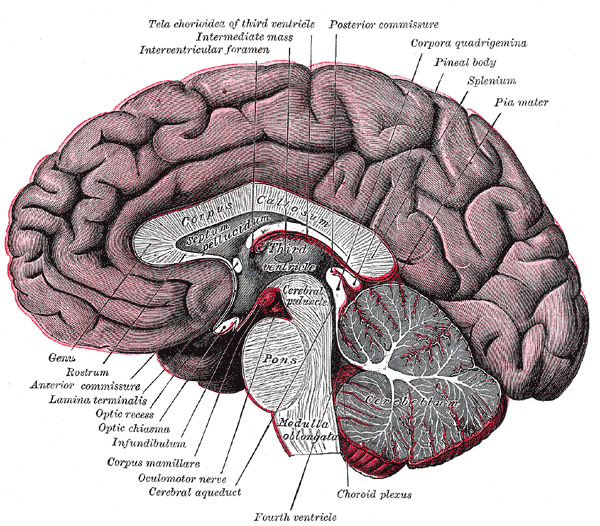
Przekrój ludzkiego mózgowia w płaszczyźnie pośrodkowej. Szyszynka podpisana Pineal body.

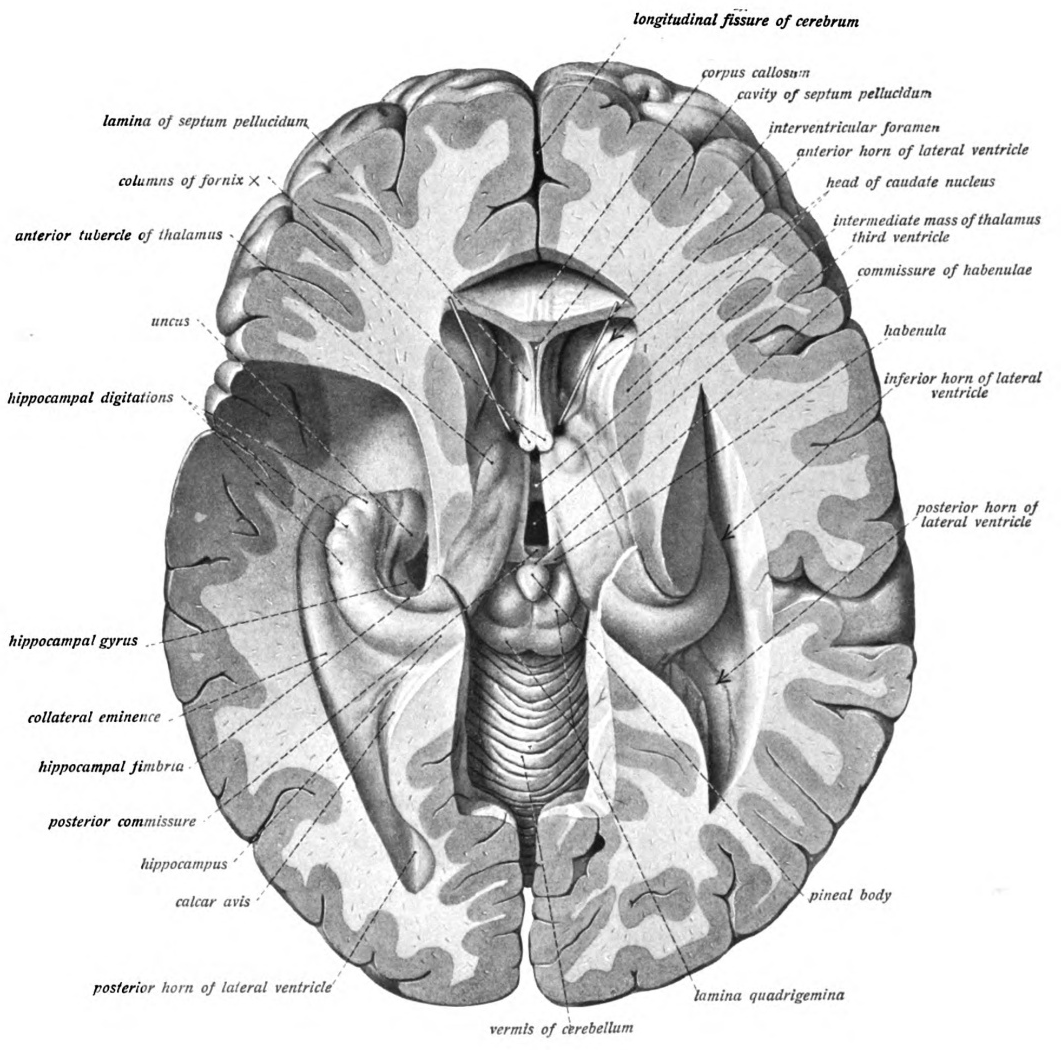
Przekrój ludzkiego mózgowia w płaszczyźnie poziomej, widok od góry. Szyszynka w centralnej części ilustracji, podpisana pineal body.

Szyszynka (łac. corpus pineale, syn. glandula pinealis, syn. epiphysis cerebri) – jeden z gruczołów wydzielania wewnętrznego, leżący pomiędzy wzgórkami górnymi blaszki pokrywy. Gruczoł znajduje się w zagłębieniu, pod blaszką pokrywy, kontaktując się z kresomózgowiem szypułą szyszynki.
Powstała z międzymózgowia już u niektórych bezżuchwowców zastępując w całości zadania oka ciemieniowego.
Komórki szyszynki – pinealocyty – produkują melatoninę (nazywaną hormonem snu). Melatonina i jej pochodne metabolity są wydzielane do płynu mózgowo-rdzeniowego i do krwi. Jego wydzielanie jest ściśle związane z bodźcami świetlnymi – ich obecność hamuje produkcję tego hormonu. U ssaków wywiera także hamujący wpływ na wydzielanie hormonów gonadotropowych, zapobiegając przedwczesnemu dojrzewaniu płciowemu. Czynność wydzielnicza szyszynki przebiega zgodnie z dobowym rytmem zmian oświetlenia i zapewne wpływa na rytmiczność różnych funkcji fizjologicznych. U ssaków wydzielanie szyszynki kontrolowane jest przez impulsy wysyłane przez siatkówkę oka. Impulsy te są przekazywane przez tylną część podwzgórza, pień mózgu i rdzeń kręgowy do zwoju szyjnego górnego. Neurony tego zwoju kontrolują wydzielanie hormonu przez szyszynkę.
Zaburzenia w pracy tego gruczołu powodują zachwianie rytmu dobowego oraz w dłuższym okresie zaburzenia w rozwoju gonad.
Stwierdzono, że komórki szyszynki szczurów wydzielają również silną psychodeliczną substancję psychoaktywną o nazwie dimetylotryptamina.